# Partinico
Partinico es una localidad italiana de la provincia de  Palermo, región de Sicilia, con 31.690 habitantes.

Ubicación de la ciudad de Partinico dentro de la provincia de Palermo.

## Evolución demográfica
| Gráfica de evolución demográfica de Partinico entre 1861 y 2006 |
|                                                                 |
| Fuente ISTAT - Elaboración gráfica por parte de Wikipedia       |